# Naturschutzgebiet Erlenbruch Schneebecke
Das Naturschutzgebiet Erlenbruch Schneebecke mit einer Größe von 0,3 ha lag nordwestlich von Röhrenspring im Stadtgebiet von Sundern (Sauerland). Das Gebiet wurde 1993 mit dem Landschaftsplan Sundern durch den Hochsauerlandkreis als Naturschutzgebiet (NSG) ausgewiesen. Bei der Neuaufstellung des Landschaftsplans Sundern 2019 wurde die NSG-Fläche Teil vom Naturschutzgebiet Waldbiotopkomplex Alsenberg / Schneebecke / Schlüsselsiepen.

## Objektbeschreibung
200 m langer am naturnahen Unterlauf der Schneebecke in den Waldbach stockt ein gut ausgeprägter Erlenbruchwald. Im Süden wird das NSG von einem Forstweg begrenzt, ansonsten ist es überwiegend von Fichtenwald umgeben. Die Erlen sind teilweise mehrstämmig ausgebildet. Das Gebiet wird von einem Wanderweg durchquert. Durch relativ geringes Sohlgefälle mäandriert der Schneebecke-Bach hier im Schwemmkegel des Mündungstrichters stark. In der Bachaue mit Quellbereichen stockt beidseitig der Schneebecke ein strukturreicher Hainmieren-Schwarzerlenwald mit Eschen und Fichten. Die Strauch- und Krautschicht des Bestandes ist üppig ausgebildet. Im NSG kommt der Zwiebel-Zahnwurz vor.

## Schutzzweck
Laut Landschaftsplan erfolgte die Ausweisung zum:
- „zur Erhaltung von Lebensgemeinschaften oder Lebensstätten bestimmter wildlebender Pflanzen und wildlebender Tierarten,“
- „aus wissenschaftlichen, naturgeschichtlichen, landeskundlichen oder erdgeschichtlichen Gründen,“
- „wegen der Seltenheit, besonderen Eigenart oder hervorragenden Schönheit der Fläche,“
- „Erhaltung des gut ausgeprägten Erlenbruchwaldes als selten gewordene Lebensgemeinschaft und nach § 20 c BNatschG schutzbedürftigem Biotoptyp; naturnaher Bachlauf; hohe strukturelle Vielfalt.“[1]